# Isonychus caudiculatus
Isonychus caudiculatus är en skalbaggsart som beskrevs av Moser 1918. Isonychus caudiculatus ingår i släktet Isonychus och familjen Melolonthidae. Inga underarter finns listade i Catalogue of Life.